# Abedus
Abedus là một chi bọ nước khổng lồ (họ Belostomatidae) được tìm thấy trong môi trường sống nước ngọt ở miền nam Hoa Kỳ, Mexico và Trung Mỹ. Các loài bọ nước nâu này thường có chiều dài từ 2,3 và 4 cm (0,9–1,6 in), dù A. immaculatus chỉ dài 1,3–1,4 cm (0,51–0,55 in), là loài Belostomatidae nhỏ nhất Bắc Mỹ và đáng được phân ra thành một chi riêng. Nếu không, các loài Abedus khác nhau rất giống nhau và thường chỉ có thể được phân tách bằng kính hiển vi. Chúng sẽ cắn để tự vệ, gây đau đớn nhưng không nguy hiểm.

## Loài
Chi này có các loài sau:

Phân chi Abedus
- Abedus breviceps Stål, 1862
- Abedus ovatus Stål, 1862
- Abedus parkeri Menke, 1966

Phân chi Deinostoma
- Abedus decarloi Menke, 1960
- Abedus dilatatus (Say, 1832)
- Abedus herberti Hidalgo, 1935
- Abedus immensus Menke, 1960
- Abedus indentatus (Haldeman, 1854)
- Abedus stangei Menke, 1960

Phân chi Microabedus
- Abedus immaculatus (Say, 1832)

Phân chi Pseudoabedus
- Abedus signoreti Mayr, 1871
- Abedus vicinus Mayr, 1871